# نبرد فوجیگاوا
نبرد فوجیگاوا (به ژاپنی: 富士川の戦い Fujigawa no tatakai) یکی از نبردهای وابسته به جنگ گنپی در دوره هی‌آن بود که در استان شیزوئوکای کنونی به وقوع پیوست.
در اوت ۱۱۸۰، یوریتومو، پدر همسر خود هوجو توکیماسا را برای متقاعد کردن جنگ سالاران خاندان تاکدا (شعبه‌ای از خاندان میناموتو) در ولایت کای و خاندان نیتا (شعبه‌ای از خاندان میناموتو) جهت پیروی کردن از وی در برابر خاندان تایرا بسوی آنان فرستاد. یوریتومو همچنان به گسترش مناطق تحت نفوذ خود ادامه می‌داد و در اثر پیشروی به رود فوجی در دامنهٔ کوه فوجی رسیده بود. در ۱۶ سپتامبر در طول شب یوریتومو حمله‌ای را علیه اردوگاه ارتش بزرگ خاندان تایرا آغاز کرد. اما درست قبل از شروع درگیری هنگامی که دسته ای بسیار بزرگ از پرنده‌های روی رودخانه در اثر حرکت سپاه یوریتومو به یک باره شروع به پرواز کردند، سپاهیان خاندان تایرا در اردوگاه خود هراسناک شد، و هراس آنان به هرج و مرجی بزرگ و در نهایت به یک عقب‌نشینی بدون انجام جنگ تبدیل شد.

## جستارهای ژاپن
- فهرست جنگ‌های ژاپن